# Безіменна зірка (фільм)
«Безіменна зірка» (рос. «Безымянная звезда») — радянський художній фільм 1978 року, знятий на Свердловській кіностудії за однойменною п'єсою румунського драматурга Михаїла Себастіана.

## Сюжет
У провінційному заштатному містечку Румунії починають відбуватися неймовірні речі, коли волею випадку тут з'являється легковажна красуня, яка втекла від свого нареченого. Той же випадок знайомить її з простим вчителем, у якого є своя «безіменна зірка».

## У ролях
- Анастасія Вертинська — Мона
- Ігор Костолевський — Марін Мірою, вчитель астрономії
- Михайло Козаков — Гріг, столичний цинік і ловелас
- Григорій Лямпе — пан Удря, вчитель музики
- Світлана Крючкова — мадмуазель Куку, класна дама
- Михайло Свєтін — пан Іспас, начальник вокзалу
- Ірина Савіна — Елеонора Земфіреску, гімназистка
- Алла Будницька — пані Іспас, дружина начальника вокзалу
- Ілля Рутберг — пан Паску, господар універсального магазину
- Олександр Пятков — Ікім, помічник начальника вокзалу (озвучив Рогволд Суховерко)
- Семен Берлін — суддя (озвучив Юрій Саранцев)
- Євген Тілічеєв — кондуктор
- Володимир Курашкин — нотаріус
- Ольга Феофанова — гімназистка
- Світлана Кіреєва — пасажирка

## Знімальна група
- Режисер — Михайло Козаков
- Сценарист — Олександр Хмелик
- Оператори — Володимир Іванов, Георгій Рерберг
- Композитор — Едісон Денисов
- Художник — Марк Каплан